# Lista wytwórni hardcore punk
Oto lista większych wytwórni hardcore punkowych:
- 44 Caliber Records
- Alveran Records
- Alternative Tentacles
- Amphetamine Reptile Records
- Bad Taste Records
- Blackout! Records
- Bridge 9 Records
- Burning Heart Records
- BYO Records
- Dignified Bastard Records
- Dirt Don't Hurt Records
- Dischord Records
- Ebullition Records
- Epitaph Records
- Equal Vision Records
- Eulogy Recordings
- Facedown Records
- Hellcat Records
- Hydrahead Records
- Indecision Records
- Lifeforce Records
- Revelation Records
- SideOneDummy Records
- Solid State Records
- Spook Records
- Spook City Records
- SST Records
- Striving For Togetherness Records
- Touch and Go Records
- Trustkill Records
- Uprising Records

- Victory Records
- Nakkeskudd Records
- Heartcore